# Google Labs
Google Labs（グーグルラボ）は新しいプロジェクトをテストし、公開するために Googleが作成したインキュベーター。
かつて存在していたGoogleによる新しいプロジェクトのデモンストレーションとテストを行うために作成したサイトである。GoogleにとってGoogle Labsは「より多くの冒険的なユーザーが我々のワイルドでクレイジーな幾つかのアイデアのプロトタイプを試し、担当開発者に直接フィードバックできるプレイグラウンド」としていた。
2011年、GoogleはGoogle Labsの廃止を発表された。

## 概要
Googleは信頼出来るテストユーザーだけテストプロジェクトに招待する場合もありGmailやGoogleカレンダー、Google Waveがそうだった。また、開発者は各製品固有の実験的プロジェクトの「labs」ページも所有していた。
2006年、全てのGoogle Labs製品にはGoogleニュースやGoogleマップといった他の製品のような色の付いたGoogleロゴとは異なるフラスコとグレー色のタイトルを使ったロゴが使われるようになった。これはユーザーに対して製品にバグが含まれており、通常の使用には適さないことを警告するためだった。

## 廃止と復活
2011年7月、Googleは Google Labsの廃止を発表された。
多くの実験は中止されたが、いくつかの実験はメインの検索ページに移動したり、他の製品に統合されたりした。Googleは、Googleブログに廃止された「Labs」ツールへのリンクをまだ多数残しており、Google検索を通じて簡単にアクセスすることができる。
2021年11月、GoogleのARとVRの取り組みである Area 120とProject Starlineを網羅する社内グループで、Google Labs ブランドが復活した。
2024年10月現在、Google Labsは、Google検索エンジンの実験的なAI支援概要であるSearch Labsが導入されている。